# Járdánházy Gábor
Járdánházy Gábor (1754 körül – Őriszentpéter, 1808. augusztus 20.) református lelkész, tanár.

## Élete
Apja Járdánházy Sámuel református lelkész, anyja ismeretlen. Tanulmányait Vásárhelyen és Debrecenben végezte, majd Szatmáron lett tanár. Az 1785/86-os tanévben a Pápai Református Kollégium rektora volt, egyben a Pápai Főiskolai Könyvtár első igazgatója. II. József rendelete alapján nem taníthatott tovább az iskolában[forrás?], így 1786-ban a Nyárádi Református Egyházközséghez került. Itt szolgált egészen 1797-ig. 1787-ben megházasodott, elvette Szentgyörgyvölgyi Szép Gergely csajági lelkész leányát, Szentgyörgyvölgyi Szép Katalint. Öt gyermekük született:
1. Zsuzsanna – Horváth István szentgyörgyvölgyi prédikátor felesége lett.
2. Dániel (1791–1851) – később csetényi és ajkai prédikátor[7]
3. Gábor (1792–1849) – később tihanyi, rátóti, magyarbarnagi prédikátor, akinek felesége volt Sajókeresztúri Tuba Terézia, Sajókeresztúri Tuba Dániel kádártai lelkész - aki Ifj. Tuba István szentgáli lelkész és Szentgyörgyvölgyi Szép Erzsébet fia, id. Tuba Istvánnak, a Pápai Református Kollégium rektorának, a Veszprémi Református Egyházmegye esperesének unokája volt - és nemes Bodor Erzsébet leánya
4. Lídia
5. Lukrécia – 1805. május 23-án született

1797-ben őriszentpéteri lelkész lett, ahol kinevezték alesperesnek is. 1808. augusztus 20-ig, halála napjáig szolgált. 54 éves korában hunyt el.